# Всеобщий песенник
«Всео́бщий пе́сенник» (порт. Cancioneiro Geral) — палеотип 1516 года, поэтическая антология, составленная Гарсией де Резенде из произведений авторов королевств Португалия и Кастилия и Леон на португальском и кастильском языках. 
Несмотря на титул, собственно песенником, то есть изданием с музыкальной нотацией, не является, поскольку содержит исключительно литературные тексты, на основании чего выпуск следует классифицировать как коллективный литературно-поэтический сборник.
Ввиду представления двуязычных текстов издание одновременно относится как к португальской, так и испанской литературам.

## Описание
Сборник был опубликован издателем Эрманом де Кампушем (Hermão de Campos). Антология представляет собой одну из первопечатных книг Португалии светского содержания, так как книгопечатанием в королевстве стали заниматься евреи, выпуская издания религиозной тематики. Составление поэтического собрания было вызвано кастильским воздействием при избрании в качестве модели «Всеобщий кансьонеро» Эрнандеса дель Кастильо, увидевшего свет в 1511 году. Лучшие кантиги короля-трубадура Диниша I и его придворных поэтов были забыты. Примерно за столетний период (1350—1450) не сохранились образцы португальской придворной поэзии, и только с середины XV века появляются стихи на португальском языке при явном кастильском воздействии. Эпоха галисийско-португальских трубадуров осталась в далёком прошлом — рукописи с их сочинениями станут достоянием публики только в конце XIX века.
Текст «Всеобщего песенника» напечатан полуготическим шрифтом в 3 колонки на 227 пронумерованных листах (CCXXVII), но часть его на 36 страницах расположена в 2 колонки. Номера листов пропечатаны только там, где размещены тексты поэтических сочинений. После содержания и пролога перед первым пронумерованным листом со стихами изображён герб короля Мануэла I с драконом на нашлемнике и девизом лат. Spes mea in deo meo (видимо, Титу де Норонья ошибся, приняв герб короля Португалии с золотым драконом за герб дома Браганса с конём на нашлемнике). На последнем не пронумерованном листе напечатан колофон и представлен герб рода Резенде с двумя козами.
В описании Нороньи указано, что в книге собрано 758 песен (trovas) 286 авторов, но по данным электронного справочника Infopédia в нём представлено около 1000 произведений 289 португальских авторов и 29 кастильских поэтов. Антология начинается объёмным и продолжительным поэтическим диспутом O Cuidar e o Suspirar, в котором обсуждается вопрос о том, какой возлюбленный предпочтительнее: который явно выказывает свои чувства, или тот, который стремится держать свою любовь в тайне, в себе?
Среди жанров широко представлены вилансете, кантиги, эшпарсы (esparsas) и песни (trovas) с использованием стихотворного размера редондильи малой или большой (redondilha menor ou maior). Поэтика данного кансионейру отличается от коллективных антологий трубадуров Пиренейского полуострова. Кантига в данном случае относится исключительно к литературному жанру. Параллелистика и основанная на повторах структура была забыта. Наиболее используемая структура заимствовалась, видимо, из образцов кастильского фольклора, беря за основу глоссу, волту (развитие) из одного моте, поставленного на место зачина и повторяющегося как рефрен. Манера оформления зачина (mote) и его развития (volta) определяет метрические формы: вилансете или кантигу. В вилансете моте включает два или три стиха, а волта — семь, последний из которых повторяет заключительный неизменный или меняющийся стих моте. Кантига включает моте из 4-х или 5-ти стихов, тема которого развивается в глоссе из 8, 9 или 10 стихов с подобным частичным или полным повтором моте в конце глоссы. Эшпарса представляет более свободный жанр, состоит всего из одной строфы, включающей 8, 9 или 10 стихов.
Издание включает поэтические произведения различной тематики и жанровых разновидностей времён правления португальских королей Афонсу V, Жуана II и Мануэла I примерно с 1440 по 1516 год. Антология содержит сочинения преимущественно любовной направленности, хотя имеются также сатирические, героические и религиозные стихи. Любовная лирика кансионейру основывается на образцах куртуазной поэзии галисийско-португальских трубадуров, повторяя общие места их коллективных сборников с антиномиями смерть/жизнь, размышлять/испытывать любовную привязанность, любить/желать, видеть/ослепнуть. В сочинениях антологии прослеживается воздействие итальянской литературы: Данте и Петрарки.
Произведения одной части авторов изданы только на португальском языке, второй части — исключительно на кастильском языке, когда сочинения третьей группы поэтов вышли на обоих языках, например, самого составителя антологии Гарсии де Резенде. Так, в первом томе коимбрского издания 1910 года представлены стихи 16 авторов, из них 2 кастильца сочиняли на кастильском языке, но из 14 португальцев (включая 1 поэтессу дону Фелипу) 4 кроме португальского языка также использовали в своём творчестве кастильский.
Порой составитель не точно указывает имена поэтов. Среди наиболее известных представленных в антологии португальских авторов выделяются Жил Висенте, Франсишку де Са де Миранда, Бернардин Рибейру, из известных кастильских поэтов следует отметить Хорхе Манрике и Хуана де Мену. Отдельные произведения сочинены членами королевских семей — Педру, герцогом Коимбры и его сыном Педро V, королём Арагона, — они представлены как на кастильском, так и на португальском языках. В сборник также вошли сочинения португальских поэтесс — все они на португальском языке. Среди авторов-женщин были придворные дамы и представительницы знати.

## Издания
В 1516 году вышло подготовленное Гарсией де Резенде editio princeps. Со временем книга стала библиографической редкостью. В середине XIX века было известно о существовании 12 её экземпляров. Тогда в Германии  Каусслер осуществил новое издание (Штутгарт, 3 тома: 1846, 1848, 1852). В 1904 году в США Арчер М. Хантингтон выпустил факсимильное переиздание по экземпляру из собственной библиотеки (повторное переиздание Kraus Reprint Corporation, New York, 1967). В итоге с 1910 по 1917 год в Коимбре публиковался подготовленный Гонсалвешем Гимарайншем 5-томник с учётом ранее выходивших выпусков. В 1973—1974 годах в Коимбре вышло двухтомное издание, а в 1973 году в Лиссабоне был опубликован пятитомник, который подготовил Андре Краббе Роша.
- Cancioneiro Geral : cum preuilegio :  [порт.] / [Foy ordenado e eme[n]dado por Garcia de Reesende fidalguo da casa del Rey nosso senhor e escriuam da fazenda do principe]. — Editio princeps. — Lixboa : Hermã de Cãmpos, 1516. — [4], CCXXVII, [1] f. p.
- Cancioneiro Geral : cum preuilegio :  [порт.] / Archer M. Huntington. — fac-símile. — New York : De Vinne Press, 1904. — 490 p.
- O Cancioneiro Geral de Garcia de Resende :  [порт.] : in V vol. / Nova edição preparada pelo Dr. A. J. Gonçálvez Guimarãis. — Coimbra : Imprensa da Universidade, 1917. — Vol. V. — 441 p. — (Joias Literarias).